# Бял смърч
Белият смърч (Picea glauca) е вид иглолистно дърво от рода Смърч, характерен за Северна Америка, особено за Южна Дакота и Манитоба, където се е превърнал в емблема.

## Природозащитен статут
- Червен списък на световнозастрашените видове (IUCN Red list) - Незастрашен (Lower Risk Least Concern LR/lc) [2]